# Перемежко, Пётр Иванович
Пётр Иванович Перемежко (12 (24) июля 1833, Рыботень, Кролевецкий уезд, Черниговская губерния — 27 декабря 1893 (8 января 1894), Киев) — медик, учёный-гистолог, профессор и декан медицинского факультета киевского Императорского университета св. Владимира, статский советник. Независимо от Вальтера Флемминга открыл процесс митоза.

## Биография
Происходил из обедневшей дворянской семьи. Поступил в 1845 году в Кролевецкое уездное училище. После трёх лет обучения поступил в Новгород-Северскую гимназию, которую окончил в 1854 году с золотой медалью. В том же году поступил на медицинский факультет киевского университета Св. Владимира.
В 1859 году окончил университет и получил степень «лекаря с отличием». После выпуска работал 3 месяца городским врачом в Лаишево Казанской губернии. В октябре 1859 года был переведён в казанскую больницу, а осенью 1861 года назначен врачом Казанской тюрьмы, где работал до июля 1865 года.
Во время пребывания в Казани начал научную работу под руководством физиолога Ф. В. Овсянникова. 17 ноября 1863 года защитил диссертацию на степень доктора медицины в Казанском университете на тему «О развитии поперечных мышечных волокон из мышечных ядер». В апреле 1864 года был награждён Министерством внутренних дел набором анатомических инструментов. 14 сентября 1865 года зачислен в ведомство Министерства народного образования, 17 сентября 1865 года был командирован за границу на 2 года для подготовки к преподаванию анатомии.
Министерство образования финансировало командировку суммой 1600 рублей в год. Перемежко посетил шесть лабораторий в Европе. Он работал у профессора Макса Шульце в Бонне, Генриха Фрея и Георга-Генриха Мейера в Цюрихе, а также в Вене у Йозефа Гиртля, Эрнста Брюкке и Саломона Штриккера. В октябре 1868 года был зачислен приват-доцентом Казанского университета, но почти сразу же был приглашён на должность экстраординарного профессора Киевского университета Св. Владимира. С 1870 года был ординарным профессором, заведующим кафедрой гистологии, эмбриологии и сравнительной анатомии. В 1872—1875 годах был деканом медицинского факультета, в 1881—1882 годах — председателем Общества киевских врачей. Имел чин действительного статского советника.
Приложил значительные усилия для организации обучения на кафедре гистологии. В феврале 1872 года обратился к декану с рапортом, в котором просил 1500 рублей на улучшение оборудования кафедры, в том числе на покупку микроскопов. Университет выделил лишь треть от необходимой суммы. Жил в Киеве на улице Паньковской, 1 и на улице Назарьевской в домах 20 и 22. Умер в терапевтической клинике Киевского университета. Похоронен на Байковом кладбище (в средней части главной аллеи, слева от входа, во втором ряду). Могила была разрушена в 1966 году, а на её месте похоронен ректор Киевского медицинского института Иван Алексеенко.

## Научная деятельность
В своей диссертации Петр Перемежко рассматривал строение и регенерацию скелетных мышц. Во время заграничной командировки исследовал микроскопическое строение щитовидной железы (главным образом в лаборатории Фрея). В трёх статьях описал иннервацию железы, строение фолликулов, их рост в ходе развития животного, особенности клеток. Перемежко высказался против распространённой тогда мысли, что коллоид щитовидной железы является результатом патологического процесса, а также уверенно отнёс этот орган к железам внутренней секреции.
В лаборатории Фрея Перемежко изучал также клеточную структуру гипофиза. Исследуя рост хвоста личинки тритона, открыл и описал митоз. Перемежко был автором нескольких разделов («Учение о клетке», «Ткань эпителия», «Система мочевых органов», часть «Системы половых органов») в учебнике «Основы к изучению микроскопической анатомии человека и животных», который вышел под редакцией его учителя Филиппа Овсянникова и гистолога Михаила Лавдовского в 1887—1888 годах. Под руководством Перемежко исследования по способности нервных клеток к делению выполнил студент Фёдор Ломинский. Он установил, что к разделению способны лишь нейроны личинок амфибий, но не взрослых животных. За эту работу студент получил золотую медаль, а результаты её были опубликованы в немецком научном журнале.
Главные работы его авторства: «О развитии поперечно-полосатых мышечных волокон из мышечных ядер» («Ученые записки Казанского унив.», 1863 и «Архив» Вирхова, XXVII), «Ueber den Bau des Hirnanhanges» (ib. XXXVIII), «Beitrag zum Bau d. Schilddrüse» («Zeitschr. wiss. Zool.», XVII), «Beitr. z. Anat. der Milz» («Sitzgb.» Венской академии, LV), «Ueber die Entwickelung der Milz» (ib. LVI), «Ueber d. Bildung d. Keimblätter im Hühnerei» (ib., LVII), «Ueber die Theilung d. rothen Blutkörp. bei Amphibien» («Centrbl. medic. Wiss.», 1879, № 38), «Theilung d. Zellen-Kernes» («Biol. Centrbl.», 1881).